# Pommerns vapen

Pommerscher Greif

Pommerns vapen domineras av en grip som vapenbild. Den Pommerska gripen var från början en dynastisk symbol för hertigarna av Pommern inom Tysk-Romerska riket och återfinns också i många andra vapen i den historiska regionen. Genom Erik av Pommern har också gripens huvud kommit att bli vapenbild för Malmö och därigenom också för Skåne. Sedan Tysklands återförening 1990 ingår gripen i vapnet för delstaten Mecklenburg-Vorpommern